# Saucerottia saucerottei
La  amazilia verdiazul  (Saucerottia saucerottei), también denominada amazilia coliazul (en Colombia), amazilia verde-azul o diamante verdiazul (en Venezuela), es una especie de ave apodiforme de la familia Trochilidae —los colibríes— perteneciente al numeroso género  Saucerottia, anteriormente incluida en el género  Amazilia .  Es nativa del noroeste de América del Sur.

## Distribución y hábitat
Se distribuye de forma disjunta; a lo largo de los Andes occidentales colombianos, en los valles del Sucio, Dagua, Patía, Cauca y Guaitara; a través del norte de Colombia desde la Sierra Nevada de Santa Marta hasta la Serranía del Perijá; en el valle del Magdalena; y también hacia el este en los Andes venezolanos de Mérida y Trujillo.
Esta especie es considerada bastante común a localmente común en la mayor parte de su área de distribución, en sus hábitats naturales: las zonas abiertas a semiabiertas, matorrales, sabanas, bordes de bosques, bosques secundarios, plantaciones y jardines. Normalmente se encuentra en hábitats relativamente áridos, especialmente en el norte de Colombia, pero en la estación seca puede mostrar preferencia por zonas más húmedas como los bordes del bosque de galería. Desde el nivel del mar hasta una altitud máxima de 1500 m; la subespecie venezolana braccata principalmente alrededor de los 2000 m, raramente hasta los 3000 m.

## Descripción
Mide en promedio 8,9 cm de longitud. Pesa 4,5 g. La cabeza es verde brillante y la coloración del dorso se torna bronceada hasta hacerse bronce o cobriza atrás, en contraste con el azul oscuro de las plumas de la cola. El vientre es verde. Bajo la cola las coberteras son negro azulado con bordes blancos en los machos y grises a pardas con bordes blancos en las hembras. El pico mide 18 mm, con la parte superior negra, la inferior rosada o rojiza y la punta negruzca.

## Comportamiento
Es intensamente territorial; cuida y defiende las diversas flores de las que se alimenta, especialmente de las lianas Combretum. Generalmente solitario, se le ve a veces tomando baño en grupo.

## Reproducción
Su nido, construido con pelusa vegetal y telarañas, tiene forma de taza compacta y es colocado en ramas de árboles, entre los dos y siete metros de altura.

## Sistemática

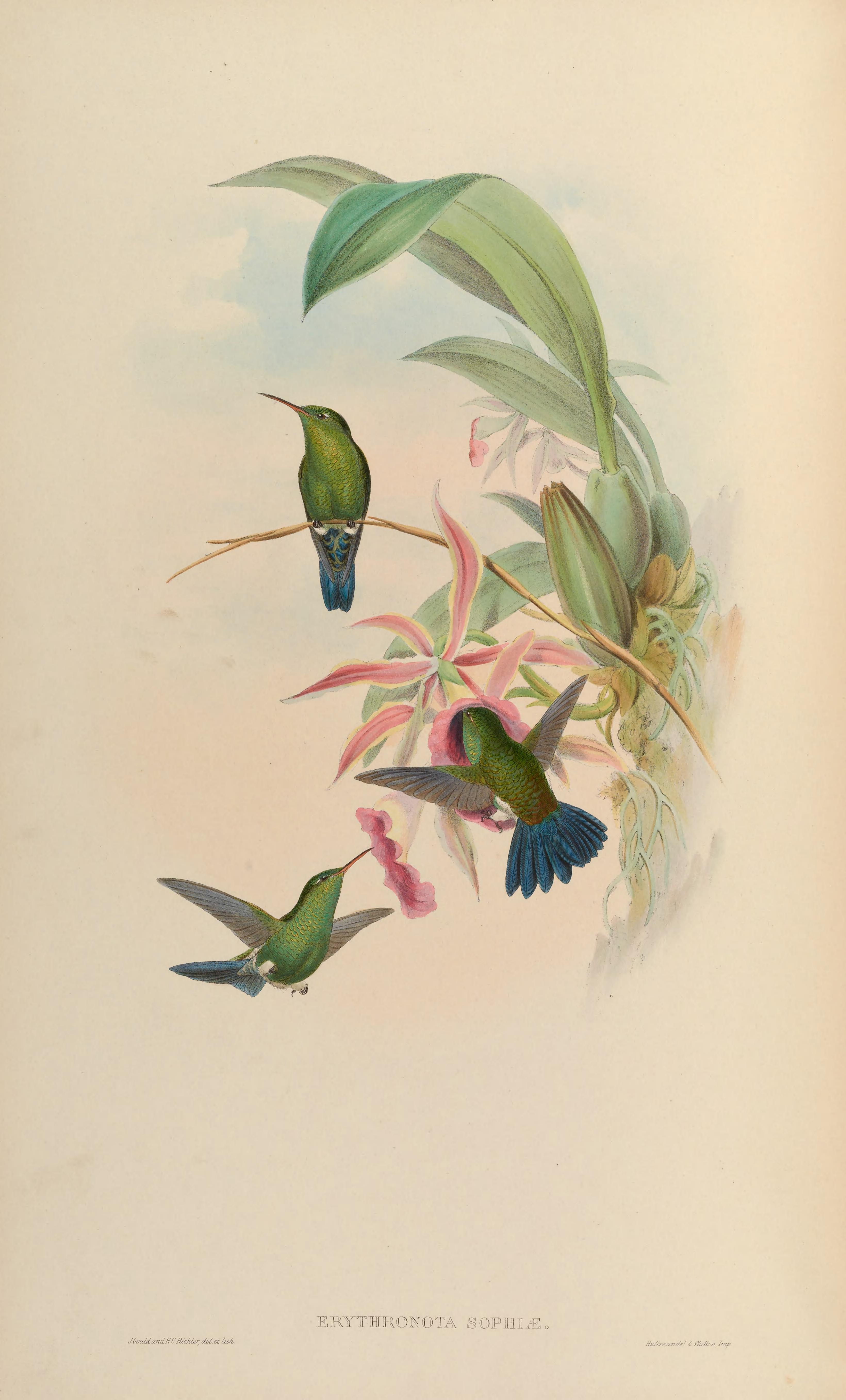
Erythronota sophiae, sinónimo de Saucerottia saucerottei, ilustración de Gould y Richter en A monograph of the Trochilidae, or family of humming-birds 5, 1861.

### Descripción original
La especie S. saucerottei fue descrita por primera vez por los ornitólogos franceses Adolphe Delattre y Jules Bourcier en 1846 bajo el nombre científico Trochilus saucerrottei; la localidad tipo es «Cali, Colombia».

### Etimología
El nombre genérico femenino Saucerottia fue tomado del nombre específico Trochilus saucerrottei, que por su vez conmemora al médico y ornitólogo francés Antoine Constant Saucerotte (1805–1884). A pesar de descrita saucerrottei, es un error evidente ya que el nombre del homenajeado es Saucerotte, y fue posteriormente enmendado.

### Taxonomía
La presente especie junto a un grupo de otras diez especies fueron tradicionalmente incluidas en el género Amazilia. En el año 1999, ya se propuso la separación en los géneros resucitados Agyrtria y otras en Saucerottia, principalmente con base en características morfológicas y de plumaje, pero esta tesis no fue adoptada por las mayoría de las clasificaciones por falta de mejores evidencias. Una serie de estudios filogenéticos que culminaron con el estudio de McGuire et al. (2014) confirmaron que el género Amazilia era altamente polifilético. En la clasificación propuesta para resolver la polifilia del género, Stiles et al. (2017) reafirmaron la resurrección del género Saucerottia para este grupo de especies, lo que fue reconocido por el Comité de Clasificación de Sudamérica (SACC) en la Propuesta N.º 781.
La forma descrita Amazilia saucerrottei australis Meyer de Schauensee, 1951 se considera indistinguible de la nominal.

### Subespecies
Según las clasificaciones del Congreso Ornitológico Internacional (IOC) y Clements Checklist/eBird  se reconocen tres subespecies, con su correspondiente distribución geográfica:
- Saucerottia saucerottei warscewiczi (Cabanis & Heine Jr.), 1860 – norte de Colombia (La Guajira hasta Sucre y Norte de Santander, valle del Magdalena) y extremo noroeste de Venezuela (oeste de Zulia).
- Saucerottia saucerottei saucerottei (Delattre & Bourcier), 1846 – oeste y norte de Colombia (vertiente occidental de los Andes occidentales, valle del Cauca).
- Saucerottia saucerottei braccata (Heine Jr.), 1863 – oeste de Venezuela (Andes desde Trujillo hasta Mérida).